# Словачка на Светском првенству у атлетици на отвореном 2013.
Словачка је на 14. Светском првенству у атлетици на отвореном 2013. одржаном у Москви од 10. до 18. августа, учествовала једанаести пут, односно учествовала је под данашњим именом на свим првенствиима од 1993. до данас. Репрезентацију Словачке представљало је 11 такмичара (6 мушкараца и 5 жена) који су се такмичили у 8 дисциплина (4 мушке и 4 женске).,
На овом првенству представници Словачке нису освојили ниједну медаљу, нити је постигнут неки рекорд.
У табели успешности према броју и пласману такмичара који су учествовали у финалним такмичењима (првих 8 такмичара) Словачка је са два учесника у финалу делила 43. место са 5 бодова, од 60 земаља које су имале представнике у финалу. На првенству је учествовало 206 земаља чланица ИААФ.
| Плас. | Земља    | 1. место | 2. место | 3. место | 4. место | 5. место | 6. место | 7. место | 8. место | Бр. финал. | Бод. |
| ----- | -------- | -------- | -------- | -------- | -------- | -------- | -------- | -------- | -------- | ---------- | ---- |
| =43.  | Словачка | 0        | 0        | 0        | 0        | 1        | 0        | 0        | 1        | 2          | 5    |

## Учесници
| Мушкарци: - Адам Завацки — 100 м - Јозеф Репчик — 800 м - Марсел Ломницки — Бацање кладива - Антон Кучмин — ходање 20 км - Матеј Тот — ходање 50 км - Душан Мајдан — ходање 50 км | Жене: - Марија Чакова — ходање 20 км - Марија Галикова — ходање 20 км - Јана Велдјакова — Скок удаљ - Дана Велдјакова — Троскок - Мартина Храшнова — Бацање кладива |  |

## Резултати

### Мушкарци
| Атлетичар       | Дисциплина     | Лични рекорд | Предтакмичење | Предтакмичење | Квалификације | Квалификације | Полуфинале           | Полуфинале           | Финале               | Финале       | Детаљи |
| Атлетичар       | Дисциплина     | Лични рекорд | Резултат      | Место         | Резултат      | Место         | Резултат             | Место                | Резултат             | Место        | Детаљи |
| --------------- | -------------- | ------------ | ------------- | ------------- | ------------- | ------------- | -------------------- | -------------------- | -------------------- | ------------ | ------ |
| Адам Завацки    | 100 м          | 10,21 НР     | слободан      | слободан      | 10,46         | 6. у гр. 2    | Није се квалификовао | Није се квалификовао | Није се квалификовао | 41 / 76      |        |
| Јозеф Репчик    | 800 м          | 1:44,94 НР   |               |               | 1:47,93       | 8 у гр. 5     | Није се квалификовао | Није се квалификовао | Није се квалификовао | 31 / 47 (49) |        |
| Марсел Ломницки | Бацање кладива | 78,73        | 76,97         | 3 у гр. А кв  |               |               | 77,57                | 8 /27 (29)           |                      |              |        |
| Антон Кучмин    | 20 км ходање   | 1:22:25      |               |               |               |               |                      |                      | 1:24:38              | 21 / 53 (64) |        |
| Матеј Тот       | 50 км ходање   | 3:39:46 НР   | 3:41:07 ЛРС   | 7 / 46 (61)   |               |               |                      |                      |                      |              |        |
| Душан Мајдан    | 50 км ходање   | 3:59:05      | 3:57:50 ЛР    | 29 / 46 (61)  |               |               |                      |                      |                      |              |        |

### Жене
| Атлетичарка      | Дисциплина     | Лични рекорд | Квалификације      | Квалификације      | Полуфинале            | Полуфинале   | Финале                | Финале       | Детаљи |
| Атлетичарка      | Дисциплина     | Лични рекорд | Резултат           | Место              | Резултат              | Место        | Резултат              | Место        | Детаљи |
| ---------------- | -------------- | ------------ | ------------------ | ------------------ | --------------------- | ------------ | --------------------- | ------------ | ------ |
| Марија Чакова    | 20 км ходање   | 1:35:30      |                    |                    |                       |              | 1:36:34               | 50 / 56 (62) |        |
| Марија Галикова  | 20 км ходање   | 1:33:03      | Није завршила трку | Није завршила трку |                       |              |                       |              |        |
| Јана Велдјакова  | Скок удаљ      | 6,72         | 6,48               | 11 у гр. А         |                       |              | Није се квалификовала | 19 / 29 (31) |        |
| Дана Велдјакова  | Троскок        | 14,51 НР     | 13,88              | 6 у гр. А кв       | 13,84                 | 11 / 21      |                       |              |        |
| Мартина Храшнова | Бацање кладива | 76,90 НР     | 68,00              | 10 у гр. А         | Није се квалификовала | 21 / 26 (27) |                       |              |        |